# Russische Fußballnationalmannschaft
Die russische Fußballnationalmannschaft (russisch Сборная России по футболу/Sbornaja Rossii po futbolu) ist die Vertretung Russlands im Fußball und wird vom russischen Fußballverband Rossijski Futbolny Sojus organisiert.
Russland qualifizierte sich bislang für drei Fußball-Weltmeisterschaften sportlich (1994, 2002, 2014) und 2018 als Gastgeberland sowie für sechs Europameisterschaften (1996, 2004, 2008, 2012, 2016, 2020). Dabei erreichte sie bei der WM im eigenen Land das Viertel- sowie bei der EM 2008 das Halbfinale.
Die FIFA erklärte die russische Fußballnationalmannschaft zum direkten Nachfolger der Nationalmannschaften der GUS und der UdSSR.

## Geschichte

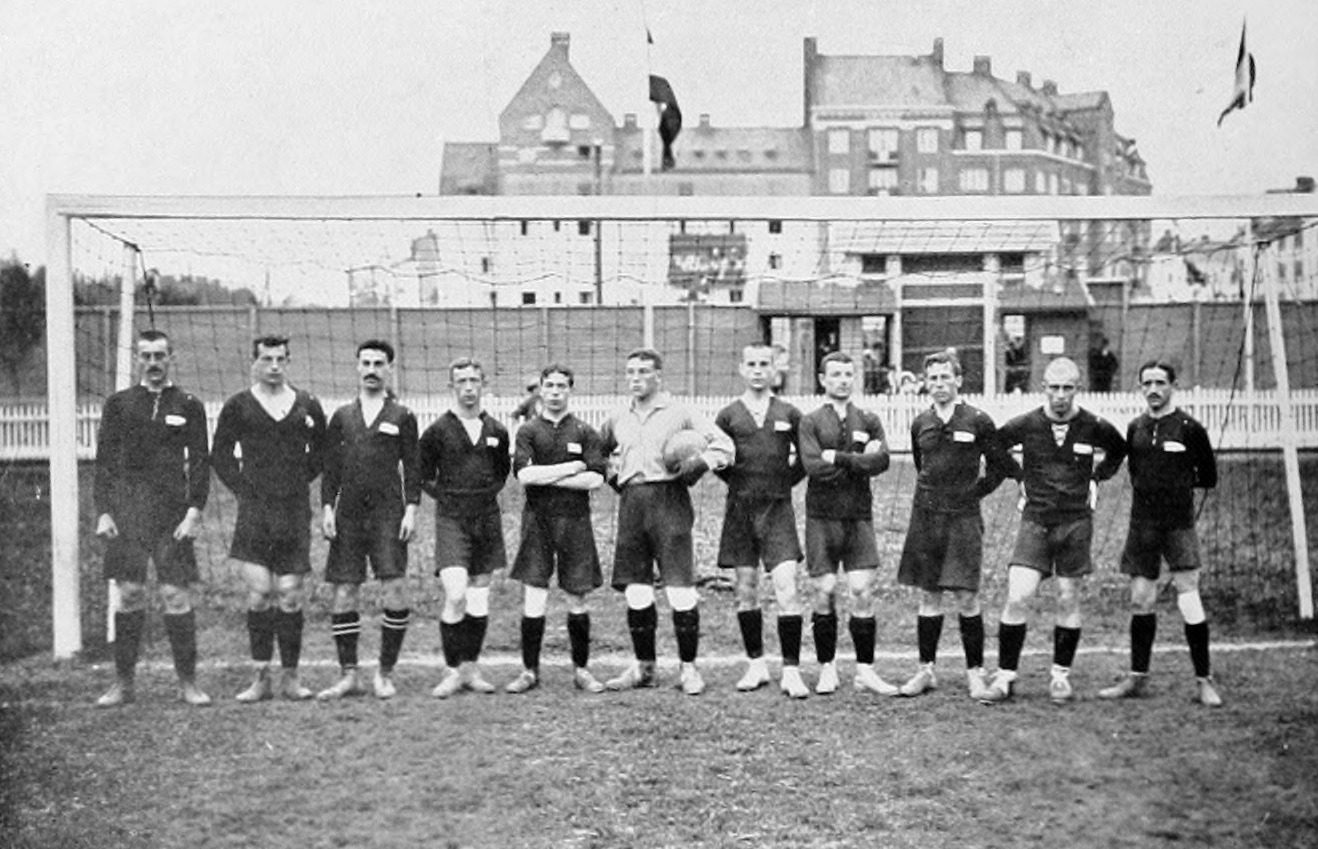
Russische Fußballnationalmannschaft 1912

Zu Beginn des 20. Jahrhunderts war Sankt Petersburg das große Zentrum des Fußballlebens in Russland. Im Jahre 1900 entstanden neun neue Vereinigungen des Fußballs, die jedoch nicht lange bestanden. Im August 1901 gründete der Sekretär des Fußballvereins „Newski futbol-klub“ und Angestellte einer Fadenmanufaktur die „St. Petersburg Football League“, die erste Liga in Russland.
Der russische Fußballdachverband heißt Rossijski Futbolny Sojus (Российский футбольный Союз) und wurde 1912 gegründet. Das erste Länderspiel verloren die Russen 1912 mit 2:1 gegen Finnland, welches damals noch zum russischen Kaiserreich gehörte. Das erste offizielle Länderspiel nach der Auflösung der UdSSR wurde 1992 2:0 gegen Mexiko gewonnen.
Seine Glanzzeiten hatte der russische Fußball zu Zeiten der Sowjetunion, als die Nationalmannschaft der UdSSR einmal Europameister und dreimal Vizeeuropameister wurde. Während die sowjetische Mannschaft bis in die 1960er Jahre stark von Spielern der großen Moskauer Klubs dominiert wurde, waren ab Mitte der 1970er Jahre die Russen oft in der Unterzahl, gerade unter dem vierfachen sowjetischen Trainer Walerij Lobanowskyj (1975/77, 1982/83, 1986–1990) stellten Ukrainer statt Russen die Mehrzahl der Auswahl.
Nach der Auflösung der GUS-Auswahl zum Ende der EM 1992 wurde die russische Auswahl wiedergegründet, Erfolge blieben jedoch meist aus, entgegen der stets großen Erwartungen konnte sich die Mannschaft nur für je zwei Welt- und Europameisterschaften qualifizieren und schied dabei stets nach teils enttäuschenden Leistungen bereits in der Vorrunde aus. Dies führte zu einer starken Fluktuation im Amt des Nationaltrainers. Außer Oleg Romanzew, der die Auswahl zur Qualifikation zur EM 1996 und WM 2002 führte und in zwei Amtszeiten insgesamt fünf Jahre Chefcoach blieb, konnte sich keiner der insgesamt neun Auswahltrainer länger als zwei Jahre im Amt halten. Tiefpunkt war die Amtszeit des Goldtrainers des olympischen Fußballturniers 1988, Anatoli Byschowez, unter dem in der zweiten Jahreshälfte 1998 sechs Spiele in Folge verloren wurden und der deshalb nach nur sechs Monaten entlassen wurde. Die russische Nationalmannschaft konnte sich auch für die Weltmeisterschaft 2006 in Deutschland nicht qualifizieren, da sie im letzten Spiel gegen die Slowakei statt der nötigen 3 Punkte nur ein 0:0-Remis holte.
Ab Sommer 2006 übernahm Guus Hiddink die russische Nationalmannschaft. Der Trainer, der mit Südkorea bei der FIFA-WM 2002 in Südkorea und Japan den vierten Platz erreichte und die „Socceroos“ bei der WM 2006 in Deutschland betreute, übernahm am 10. Juli 2006 das Amt des russischen Nationaltrainers. Als Zweiter der Qualifikationsgruppe E, hinter Kroatien und vor England, qualifizierte man sich für die Fußball-Europameisterschaft 2008 in Österreich und der Schweiz. In der Gruppe D trafen die Russen dann auf Spanien, Griechenland und Schweden. Nach einer 1:4-Niederlage gegen die Spanier im ersten Gruppenspiel, einem 1:0-Sieg gegen den Europameister von 2004 und einem 2:0-Sieg gegen die Schweden qualifizierten sich die Russen für die Finalrunde. Dort trafen die Russen im Viertelfinale auf die favorisierten Niederländer, die sie nach 120 Min. mit 3:1 besiegen konnten. Im Halbfinalspiel gegen Spanien konnten die Russen nicht an ihre Leistung aus dem Viertelfinalspiel anknüpfen und verloren gegen ihren Auftaktgegner dieser EM mit 0:3 und schieden somit aus.
Bei der Qualifikation für die Fußball-Weltmeisterschaft 2010 in Südafrika belegte Russland hinter der deutschen Mannschaft den zweiten Platz und zog später in den Playoff-Spielen gegen Slowenien den Kürzeren. Hiddink beendete daraufhin sein Engagement im Sommer 2010. Sein Nachfolger wurde Dick Advocaat. Unter der Leitung von Advocaat qualifizierte sich Russland als Gruppensieger für die EM 2012 und traf dort in der Gruppenphase auf Tschechien, Polen und auf Griechenland. Einem 4:1-Sieg gegen Tschechien folgte ein 1:1 gegen Gastgeber Polen. Als Tabellenführer traf man in Warschau auf Griechenland und bereits ein Unentschieden hätte zum Weiterkommen gereicht. Jedoch verlor man gegen Außenseiter Griechenland mit 0:1 und aufgrund des direkten Vergleiches und aufgrund des 1:0-Sieges der Tschechen im Parallelspiel gegen Polen war Russland als Gruppendritter ausgeschieden.
Als Gruppensieger vor Portugal qualifizierte sich die russische Mannschaft unter dem Italiener Fabio Capello, der den nach der EM 2012 zurückgetretenen Dick Advocaat ablöste, für die Weltmeisterschaft 2014 in Brasilien und traf auf Südkorea, Belgien sowie Algerien. Einem 1:1 gegen Südkorea folgte eine 0:1-Niederlage durch ein spätes Tor von Divock Origi gegen Gruppenfavorit Belgien, ehe man im entscheidenden Spiel gegen die Algerier gewinnen musste, um in das Achtelfinale einzuziehen. In der sechsten Minute brachte Alexander Kokorin die russische Elf in Führung, ehe Islam Slimani für den Außenseiter aus Algerien ausglich; vor dem Gegentor wurde der russische Torhüter Igor Akinfejew durch algerische Zuschauer mit einem Laserpointer attackiert. Durch das 1:1 war Russland ausgeschieden.
Fabio Capello blieb Nationaltrainer und betreute die russische Nationalmannschaft auch in der Qualifikation für die Europameisterschaft 2016 in Frankreich, doch im Sommer 2015 wurde er entlassen. Sein Nachfolger wurde Leonid Sluzki, der damals auch weiterhin ZSKA Moskau betreute. Unter Sluzki qualifizierte sich die russische Nationalmannschaft für die Endrunde in Frankreich und traf in der Gruppenphase auf England, die Slowakei und auf Wales. Auch hier schieden die Russen nach der Gruppenphase aus. Für die Weltmeisterschaft 2018 war Russland als Gastgeber automatisch qualifiziert. Unter dem neuen Trainer Stanislaw Tschertschessow bestritt zunächst die russische Elf den als Testturnier angesetzten FIFA-Konföderationen-Pokal 2017, wo man auf Neuseeland, Mexiko und auf Europameister Portugal traf. Dabei schieden die Russen als Gruppendritter aus. Vor dem Beginn der Weltmeisterschaft im eigenen Land konnte die russische Nationalmannschaft lediglich fünf Spiele gewinnen, verlor allerdings neun Partien während sechs weitere Spiele mit einem Unentschieden endeten. Das Eröffnungsspiel gegen Saudi-Arabien gewann Russland mit 5:0 und nach einem 3:1 gegen Ägypten qualifizierte sich die Sbornaja für das Achtelfinale, wobei man mit einem 0:3 gegen Gruppenfavorit Uruguay den Gruppensieg verpasste. Im Achtelfinale schaltete Russland nach Elfmeterschießen überraschend Spanien aus, ehe die Mannschaft im Viertelfinale gegen Kroatien ausschied, wobei hierbei erneut das Elfmeterschießen entschied.
Nach der Entlassung von Tschertschessow nach der Fußball-Europameisterschaft 2021 wurde Waleri Karpin am 23. Juli 2021 neuer Nationaltrainer Russlands.

## Teilnahme an Fußball-Weltmeisterschaften (viermal)
Russland war von 1922 bis 1991 Teil der Sowjetunion, russische Spieler stellten neben den ukrainischen Spielern das Hauptkontingent der sowjetischen Nationalmannschaft, z. B. Lew Jaschin, der mit der UdSSR 1958, 1962, 1966 und 1970 an der WM teilnahm und dabei immer die Vorrunde überstand. Beste Platzierung war der vierte Platz 1966. Die russische Mannschaft konnte sich bislang viermal bei acht Anläufen für eine WM qualifizieren. Dabei überstand sie zunächst nie die Vorrunde. Dies änderte sich erst bei der WM 2018 im eigenen Land, bei der Russland als Gastgeber automatisch qualifiziert war. Als Außenseiter überstand Russland zunächst die Vorrunde und qualifizierte sich anschließend überraschend gegen Spanien im Elfmeterschießen für das Viertelfinale.
| Jahr | Gastgeberland     | Teilnahme bis …    | Letzte(r) Gegner             | Ergebnis | Trainer                   | Bemerkungen und Besonderheiten |
| ---- | ----------------- | ------------------ | ---------------------------- | -------- | ------------------------- | --- |
| 1994 | USA               | Vorrunde           | Brasilien, Schweden, Kamerun | 18.      | Pawel Sadyrin             | Oleg Salenko gelingen als erstem und bis jetzt einzigem Spieler der WM-Geschichte fünf Tore in einem Spiel. Mit 6 Toren wird er zusammen mit Christo Stoitschkow Torschützenkönig. Er ist bis heute der einzige Torschützenkönig einer Mannschaft, die in der Vorrunde ausgeschieden ist. |
| 1998 | Frankreich        | nicht qualifiziert |                              |          |                           | In den Play-offs der Qualifikation an Italien gescheitert, nachdem in der Gruppenphase hinter Bulgarien der 2. Platz belegt wurde. |
| 2002 | Südkorea/Japan    | Vorrunde           | Tunesien, Japan, Belgien     | 22.      | Oleg Romanzew             | Nach einem Sieg und zwei Niederlagen als Gruppendritter ausgeschieden. |
| 2006 | Deutschland       | nicht qualifiziert |                              |          |                           | In der Qualifikation an Portugal und der Slowakei gescheitert, die sich ebenfalls nicht qualifizieren konnte. |
| 2010 | Südafrika         | nicht qualifiziert |                              |          |                           | In den Play-offs der Qualifikation an Slowenien gescheitert, nachdem in der Gruppenphase hinter Deutschland der 2. Platz belegt wurde. |
| 2014 | Brasilien         | Vorrunde           | Südkorea, Belgien, Algerien  | 24.      | Fabio Capello             | Nach zwei Remis und einer Niederlage als Gruppendritter ausgeschieden. |
| 2018 | Russland          | Viertelfinale      | Kroatien                     | 5.       | Stanislaw Tschertschessow | Gastgeber der 1. WM in Osteuropa, schlechteste FIFA-Weltranglisten-Platzierung eines Gastgebers zum WM-Auftakt (Rang 70), bestes Abschneiden der russischen Nationalmannschaft bei einer Fußball-WM.                                                                                      |
| 2022 | Katar             | disqualifiziert    |                              |          |                           | Die Mannschaft hatte sich für die Play-offs qualifiziert. Aufgrund des russischen Überfalls auf die Ukraine wurde die russische Nationalmannschaft von der Teilnahme am Wettbewerb ausgeschlossen.                                                                                        |
| 2026 | Kanada/Mexiko/USA | ausgeschlossen     |                              |          |                           | Die Mannschaft wurde wegen des russischen Überfalls auf die Ukraine suspendiert. |

## Teilnahme an Fußball-Europameisterschaften (sechsmal)

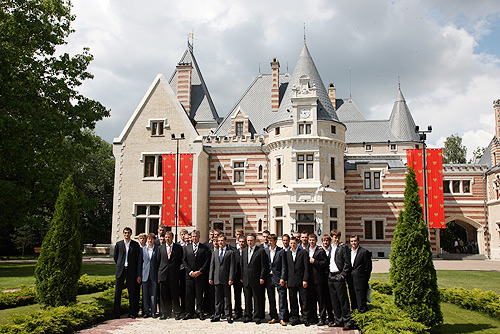
Mannschaft mit Dmitri Medwedew vor Schloss Meiendorf (2008)

Russland nahm als Teil der UdSSR bzw. der GUS an den Europameisterschaften 1960 bis 1992 teil. In der 1960er Europameistermannschaft stellten russische Spieler das größte Kontingent, während 1988 nur Rinat Dassajew, Wagis Chidijatullin und Sergei Dmitrijew russische Spieler waren und ukrainische Spieler, insbesondere von Dynamo Kiew den Großteil des Vizeeuropameisters stellten. Nach der Auflösung der Sowjetunion in mehrere selbständige Staaten nahm Russland erstmals an der Qualifikation zur EM 1996 teil und konnte sich auf Anhieb qualifizieren. Seitdem wurde lediglich die Qualifikation für die EM 2000 nicht geschafft, aber nur einmal die Vorrunde überstanden. Russland traf dabei bis einschließlich 2008 in der Vorrunde immer auf den späteren Europameister.
| Jahr | Gastgeberland           | Teilnahme bis …    | Letzte(r) Gegner                 | Ergebnis | Bemerkungen und Besonderheiten |
| ---- | ----------------------- | ------------------ | -------------------------------- | -------- | --- |
| 1996 | England                 | Vorrunde           | Italien, Deutschland, Tschechien | -        | Nach zwei Niederlagen und einem Remis als Gruppenletzter ausgeschieden |
| 2000 | Niederlande und Belgien | nicht qualifiziert |                                  |          | In der Qualifikation an Weltmeister Frankreich und der Ukraine gescheitert, welche sich ebenfalls nicht qualifizieren konnte.                                                                                            |
| 2004 | Portugal                | Vorrunde           | Spanien, Portugal, Griechenland  | -        | Nach zwei Niederlagen und einem Sieg gegen den späteren Europameister Griechenland als Gruppenletzter ausgeschieden. |
| 2008 | Österreich und Schweiz  | Halbfinale         | Spanien                          | -        | Niederlage gegen den späteren Europameister |
| 2012 | Polen und Ukraine       | Vorrunde           | Tschechien, Polen, Griechenland  | -        | Nach einem Sieg, einem Unentschieden gegen Co-Gastgeber Polen und einer Niederlage als Gruppendritter ausgeschieden. |
| 2016 | Frankreich              | Vorrunde           | England, Slowakei, Wales         | -        | Russland schied nach einem Remis gegen England und Niederlagen gegen die Slowakei und Wales als Gruppenletzter aus. |
| 2021 | Europa                  | Vorrunde           | Belgien, Finnland, Dänemark      | -        | Zwei Gruppenspiele trug Russland in Sankt Petersburg aus. Nach einer Niederlage gegen Belgien, einem Sieg gegen EM-Neuling Finnland und einer weiteren Niederlage gegen Dänemark schied Russland als Gruppenletzter aus. |
| 2024 | Deutschland             | ausgeschlossen     |                                  |          | Die Mannschaft wurde wegen des russischen Überfalls auf die Ukraine suspendiert. |

## UEFA Nations League
- 2018/19: Liga B, 2. Platz mit 2 Siegen, 1 Remis und 1 Niederlage
- 2020/21: Liga B, 2. Platz mit 2 Siegen, 2 Remis und 2 Niederlagen
- 2022/23: Liga B, 4. Platz, Zwangsabstieg ohne Spiele, da nach dem Überfall Russlands auf die Ukraine nicht zugelassen
- 2024/25: Die Mannschaft wurde erneut suspendiert.

## Teilnahme an den Olympischen Sommerspielen (einmal)
| 1908 in London    | nicht teilgenommen, der Verband wurde erst 1912 gegründet |
| 1912 in Stockholm | Viertelfinale                                             |
| 1920 in Stockholm | nicht teilgenommen                                        |
| 1924–1992         | Kein eigenständiger Verband; siehe UdSSR/GUS              |

## Aktueller Kader
Die folgenden Spieler standen im Kader für die EM 2021. Roman Jewgenjew wurde vor dem ersten Gruppenspiel des Teams für Andrei Mostowoi, der sich eine COVID-19-Infektion zugezogen hatte, nachnominiert.
- Stand der Einsatzstatistiken: 21. Juni 2021 (nach dem Spiel gegen Belgien)

| Juri Djupin            | Rubin Kasan          | 000 | 0  | 17. März 1988 |      |                   |
| Matwei Safonow         | FK Krasnodar         | 003 | 0  | 26. Feb. 1999 | 2021 | 21. Juni 2021     |
| Anton Schunin          | FK Dynamo Moskau     | 013 | 0  | 27. Jan. 1987 | 2007 | 12. Juni 2021     |
| Abwehrspieler          |                      |     |    |               |      |                   |
| Igor Diwejew           | PFK ZSKA Moskau      | 007 | 0  | 27. Sep. 1999 | 2020 | 21. Juni 2021     |
| Georgi Dschikija       | Spartak Moskau       | 036 | 01 | 21. Nov. 1993 | 2017 | 21. Juni 2021     |
| Mário Fernandes        | PFK ZSKA Moskau      | 032 | 05 | 19. Sep. 1990 | 2017 | 21. Juni 2021     |
| Roman Jewgenjew        | FK Dynamo Moskau     | 001 | 0  | 23. Feb. 1999 | 2020 | 18. November 2020 |
| Wjatscheslaw Karawajew | Zenit St. Petersburg | 016 | 02 | 20. Mai 1995  | 2019 | 21. Juni 2021     |
| Fjodor Kudrjaschow     | FK Fakel Woronesch   | 045 | 01 | 5. Apr. 1987  | 2013 | 21. Juni 2021     |
| Juri Schirkow          | Zenit St. Petersburg | 105 | 02 | 20. Aug. 1983 | 2005 | 12. Juni 2021     |
| Andrei Semjonow        | Achmat Grosny        | 027 | 0  | 24. März 1989 | 2014 | 12. Juni 2021     |
| Mittelfeldspieler      |                      |     |    |               |      |                   |
| Dmitri Barinow         | Lokomotive Moskau    | 007 | 0  | 11. Sep. 1996 | 2019 | 16. Juni 2021     |
| Daniil Fomin           | FK Dynamo Moskau     | 004 | 0  | 1. Feb. 1997  | 2020 | 24. März 2021     |
| Alexander Golowin      | AS Monaco            | 041 | 05 | 30. Mai 1996  | 2015 | 21. Juni 2021     |
| Alexei Ionow           | FK Krasnodar         | 035 | 04 | 18. Feb. 1989 | 2011 | 5. Juni 2021      |
| Daler Kusjajew         | Zenit St. Petersburg | 037 | 02 | 15. Jan. 1993 | 2017 | 21. Juni 2021     |
| Denis Makarow          | Rubin Kasan          | 000 | 0  | 18. Feb. 1998 |      |                   |
| Alexei Mirantschuk     | Atlanta United       | 036 | 06 | 17. Okt. 1995 | 2015 | 21. Juni 2021     |
| Maxim Muchin           | Lokomotive Moskau    | 005 | 0  | 4. Nov. 2001  | 2021 | 21. Juni 2021     |
| Magomed Osdojew        | Zenit St. Petersburg | 035 | 04 | 5. Nov. 1992  | 2014 | 21. Juni 2021     |
| Rifat Schemaletdinow   | Lokomotive Moskau    | 006 | 0  | 20. Sep. 1996 | 2021 | 21. Juni 2021     |
| Roman Sobnin           | Spartak Moskau       | 038 | 0  | 11. Feb. 1994 | 2015 | 21. Juni 2021     |
| Denis Tscheryschew     | FC Venedig           | 031 | 12 | 26. Dez. 1990 | 2012 | 12. Juni 2021     |
| Stürmer                |                      |     |    |               |      |                   |
| Artjom Dsjuba          | Zenit St. Petersburg | 055 | 30 | 22. Aug. 1988 | 2011 | 21. Juni 2021     |
| Anton Sabolotny        | FK Sotschi           | 013 | 01 | 13. Juni 1991 | 2017 | 1. Juni 2021      |
| Alexander Sobolew      | Spartak Moskau       | 008 | 03 | 7. März 1997  | 2020 | 21. Juni 2021     |

## Rekordspieler
| Rang                     | Name                    | Einsätze | Tore | Position           | Zeitraum  | WM-Spiele | EM-Spiele | Rekordnationalspieler                                                                                      |
| ------------------------ | ----------------------- | -------- | ---- | ------------------ | --------- | --------- | --------- | --- |
| 01.                      | Sergei Ignaschewitsch   | 127      | 08   | Abwehr             | 2002–2018 | 08        | 10        | Seit dem 9. Oktober 2015                                                                                   |
| 02.                      | Igor Akinfejew          | 111      | 0    | Tor                | 2004–2018 | 08        | 08        | |
| 03.                      | Wiktor Onopko           | .ref109  | 07   | Abwehr             | 1992–2004 | 05        | 02        | Vom 14. April 1993 bis zum 9. Oktober 2015 (8 bis 109 Spiele, zuvor mit mehreren anderen Spielern)         |
| 04.                      | Juri Schirkow           | 105      | 02   | Abwehr/Mittelfeld  | 2005–2021 | 04        | 09        | |
| 05.                      | Wassili Beresuzki       | 101      | 05   | Abwehr             | 2003–2016 | 03        | 05        | |
| 06.                      | Alexander Kerschakow    | 091      | 30   | Angriff            | 2002–2016 | 04        | 04        | |
| 07.                      | Alexander Anjukow       | 077      | 01   | Abwehr             | 2004–2013 | 0         | 09        | |
| 08.                      | Andrei Arschawin        | 075      | 17   | Angriff/Mittelfeld | 2002–2012 | 0         | 06        | |
| 09.                      | Waleri Karpin           | 0.ref72  | 17   | Angriff/Mittelfeld | 1992–2003 | 06        | 03        | Bis zum 14. April 1993 (zusammen mit Wiktor Onopko, bis 7 Spiele, teilweise mit mehreren anderen Spielern) |
| 10.                      | Wladimir Bestschastnych | 071      | 26   | Angriff            | 1992–2003 | 04        | 01        | |
| Anmerkungen: 1. 2.       |                         |          |      |                    |           |           |           | |
| Stand: 20. November 2022 |                         |          |      |                    |           |           |           | |

## Rekordtorschützen
Alexander Kerschakow ist seit dem 3. September 2014
Rekordtorschütze, als er mit seinem 27. Tor den Rekord von Wladimir Bestschastnych überbot.
| Rang                     | Name                    | Tore   | Einsätze | Quote | Zeitraum  | WM-Tore | EM-Tore |
| ------------------------ | ----------------------- | ------ | -------- | ----- | --------- | ------- | ------- |
| 01.                      | Artjom Dsjuba           | 30     | 55       | 0,55  | 2011–2022 | 3       | 1       |
| 01.                      | Alexander Kerschakow    | 30     | 91       | 0,33  | 2002–2016 | 1       | 0       |
| 03.                      | Wladimir Bestschastnych | 26     | 71       | 0,37  | 1992–2003 | 1       | 1       |
| 04.                      | Roman Pawljutschenko    | 21     | 51       | 0,41  | 2003–2012 | 0       | 4       |
| 05.                      | Waleri Karpin           | 17     | .ref72   | 0,24  | 1992–2003 | 1       | 0       |
| 05.                      | Andrei Arschawin        | 17     | 75       | 0,23  | 2002–2012 | 0       | 2       |
| 07.                      | Fjodor Smolow           | 16     | 45       | 0,36  | 2012–2021 | 0       | 0       |
| 08.                      | Dmitri Sytschow         | 15     | 47       | 0,32  | 2002–2010 | 1       | 0       |
| 09.                      | Roman Schirokow         | 13     | 57       | 0,23  | 2008–2016 | 0       | 1       |
| 10.                      | Denis Tscheryschew      | 12     | 33       | 0,36  | 2012–     | 4       | 0       |
| 10.                      | Igor Kolywanow          | .ref12 | .ref35   | 0,34  | 1992–1998 | 0       | 0       |
| 10.                      | Alexander Kokorin       | 12     | 48       | 0,25  | 2011–2017 | 1       | 0       |
| Anmerkungen: 1. 2. 3. 4. |                         |        |          |       |           |         |         |
| Stand: 20. November 2022 |                         |        |          |       |           |         |         |

## Länderspiele gegen deutschsprachige Fußballnationalmannschaften
Spiele gegen Deutschland
Ergebnisse stets aus russischer Sicht (vor dem Entstehen der Sowjetunion bzw. nach deren Zerfall)
1. 1912, 1. Juli, Stockholm, 0:16 (Olympische Sommerspiele 1912, höchster Sieg der deutschen Mannschaft)
2. 1992, 12. Juni, Norrköping (Schweden) 1:1 (EM-Vorrunde) (als GUS)
3. 1994, 7. September, Moskau, 0:1
4. 1996, 16. Juni, Manchester, 0:3 (EM-Vorrunde)
5. 2005, 8. Juni, Mönchengladbach, 2:2
6. 2008, 11. Oktober, Dortmund, 1:2 (WM-Qualifikation)
7. 2009, 10. Oktober, Moskau, 0:1 (WM-Qualifikation)
8. 2018, 15. November, Leipzig, 0:3

Spiele gegen Österreich
Ergebnisse stets aus russischer Sicht (nach dem Zerfall der Sowjetunion)
1. 17. August 1994 in Klagenfurt, 3:0 (Freundschaftsspiel)
2. 25. Mai 2004 in Graz, 0:0 (Freundschaftsspiel)
3. 15. November 2014 in Wien, 0:1 (EM-Qualifikation)
4. 14. Juni 2015 in Moskau, 0:1 (EM-Qualifikation)
5. 30. Mai 2018 in Innsbruck, 0:1 (Freundschaftsspiel)

Spiele gegen die Schweiz
Ergebnisse stets aus russischer Sicht (nach dem Zerfall der Sowjetunion)
1. 1997, 10. Februar, Hongkong, 2:1
2. 2000, 2. September, Zürich, 1:0, WM-Qualifikation
3. 2001, 6. Oktober, Moskau, 4:0, WM-Qualifikation
4. 2003, 7. Juni, Basel, 2:2, EM-Qualifikation
5. 2003, 10. September, Moskau, 4:1, EM-Qualifikation

Spiele gegen Liechtenstein
Ergebnisse stets aus russischer Sicht (nach dem Zerfall der Sowjetunion)
1. 2005, 23. März, Vaduz, 2:1 (2:1), WM-Qualifikation
2. 2005, 3. September, Moskau, 2:0 (1:0), WM-Qualifikation
3. 2009, 1. April, Vaduz 1:0 (1:0), WM-Qualifikation
4. 2009, 5. September, Sankt Petersburg 3:0 (3:0), WM-Qualifikation
5. 2014, 8. September, Chimki 4:0 (1:0), EM-Qualifikation
6. 2015, 8. September in Vaduz 7:0 (3:0), EM-Qualifikation

Spiele gegen Luxemburg
Ergebnisse stets aus russischer Sicht (nach dem Zerfall der Sowjetunion)
1. 1992, 28. Oktober, Moskau, 2:0 (2:0), WM-Qualifikation
2. 1993, 14. April, Luxemburg, 4:0 (1:0), WM-Qualifikation
3. 1996, 10. November, Luxemburg, 4:0 (2:0), WM-Qualifikation
4. 1997, 30. April, Moskau, 3:0 (1:0), WM-Qualifikation
5. 2000, 11. Oktober, Moskau, 3:0 (1:0), WM-Qualifikation
6. 2001, 6. Juni, Luxemburg, 2:1 (1:0), WM-Qualifikation
7. 2004, 9. Oktober, Luxemburg, 4:0 (0:0), WM-Qualifikation
8. 2005, 8. Oktober, Moskau, 5:1 (2:0), WM-Qualifikation
9. 2013, 6. September, Kasan, 4:1 (2:0), WM-Qualifikation
10. 2013, 11. Oktober, Luxemburg, 4:0 (3:0), WM-Qualifikation

## Bedeutende Spieler
(Auswahl)
- Andrei Arschawin (* 1981)
- Igor Akinfejew (* 1986)
- Dmitri Alenitschew (* 1972)
- Wladimir Bestschastnych (* 1974)
- Dmitri Chochlow (* 1975)
- Igor Dobrowolski (* 1967)
- Sergei Gorlukowitsch (* 1961)
- Rolan Gussew (* 1977)
- Lew Jaschin (1929–1990)
- Sergei Juran (* 1969)
- Andrei Kantschelskis (* 1969)
- Waleri Karpin (* 1969)
- Sergei Kirjakow (* 1970)
- Igor Kolywanow (* 1968)
- Alexander Mostowoi (* 1968)
- Juri Nikiforow (* 1970)
- Wiktor Onopko (* 1969)
- Roman Pawljutschenko (* 1981)
- Pawel Pogrebnjak (* 1983)
- Iwan Sajenko (* 1983)
- Oleg Salenko (* 1969)
- Igor Schalimow (* 1969)
- Juri Schirkow (* 1983)
- Alexei Smertin (* 1975)
- Dmitri Sytschow (* 1983)
- Jegor Titow (* 1976)
- Stanislaw Tschertschessow (* 1963)

## Trainer
| Nat.        | Zeitraum                     | Name                      |
| ----------- | ---------------------------- | ------------------------- |
| Russland    | 1992 bis 1994                | Pawel Sadyrin             |
| Russland    | 1994 bis 1996, 1998 bis 2002 | Oleg Romanzew             |
| Russland    | 1996 bis 1998                | Boris Ignatjew            |
| Russland    | 2002 bis 2003                | Waleri Gassajew           |
| Russland    | 2003 bis 2005                | Georgi Jarzew             |
| Russland    | 2005                         | Juri Sjomin               |
| Niederlande | 2006 bis 2010                | Guus Hiddink              |
| Niederlande | 2010 bis 2012                | Dick Advocaat             |
| Italien     | 2012 bis 2015                | Fabio Capello             |
| Russland    | 2015 bis 2016                | Leonid Sluzki             |
| Russland    | 2016 bis 2021                | Stanislaw Tschertschessow |
| Russland    | seit 2021                    | Waleri Karpin             |